# Klaas Veering
Klaas Willem Veering (ur. 26 września 1981) – holenderski hokeista na trawie, bramkarz. Srebrny medalista olimpijski z Aten.
W reprezentacji Holandii debiutował w 2003. Zawody w 2004 były jego jedynymi igrzyskami olimpijskimi. Z kadrą brał udział m.in. w kilku turniejach Champions Trophy (złoto w 2003) i mistrzostwach Europy (srebro w 2005). Łącznie do 2007 rozegrał 36 spotkań.